# Annaler
Annaler (af latin: annales = 'kronologiske optegnelser om årets begivenheder') er en ældre betegnelse for en genre (litteratur) med hændelser i en tidsmæssigt ordnet rækkefølge, dvs. år for år. Annaler kaldes også 'årbøger', men de må ikke forveksles med nutidige tidsskrifter, hvor ordet annal eller annaler indgår.

## Annaler i klassisk tid
I mange tilfælde har historieskrivningen annalform. Fortidens kineserne , egyptere, assyrere og persere havde annaler. Hos romerne førte præsterne annaler, og især de, der blev ført af pontifex maximus, var højt ansete. Korte årbogsoptegnelser kan også findes hos senere historieskrivere som Livius, og da en mere verdslig historieskrivning begyndte på den anden puniske krigs tid (Quintus Fabius Pictor), var fremstillingen også annalistisk. Efter at den romerske historieskrivning havde udviklet sig til litteratur med en næsten episk karakter, kom annalformen igen, og den holdt sig middelalderen igennem.

## Middelalderens annaler
Annalerne blev ofte ført af munke og skrevet på et til tider meget afvigende latin, der efterhånden blev afløst af optegnelser på de lokale sprog i den sidste del af middelalderen. Disse annaler er ikke alle lige så kortfattede og tørre som de danske, men de er ofte hovedkilder for flere århundreders historie. Derfor blev de tidligt udgivet med stor omhu.
De ældste annaler i Danmark blev forfattet i 1100-tallet, men de fleste stammer fra 1200- og 1300-tallet. Derefter ophører de næsten pludselig. Man kender så godt som aldrig forfatteren til dem, og formen udelukker også en stærkere fremtræden af et individuelt præg. Højst kan man finde frem til det kloster, hvor annalen er skrevet. Enkelte ser dog ikke ud til at være forfattet af munke som Valdemarårbogen, der handler om Valdemar Sejr, og som er en meget fyldig annal fra Valdemar Atterdags tid. Rydårbogen, der er skrevet på Ryd Kloster i Sønderjylland, er gennemsyret af en stærk antipati mod alt tysk.

## Nyere udgivelser af annaler
Da den historiske interesse atter vågnede i Danmark på reformationstiden, opsøgte man disse middelalderlige annaler og forfattede nye på samme grundlag. Selv Arild Huitfeldts store danmarkskrønike er opstillet rent annalistisk.
I Sverige begyndte nedskrivningen af annaler først midt i 1200-tallet. Lidt senere udviklede en fyldig annalistisk historieskrivning sig på Island, hvor formen afløste sagaerne. De danske annaler blev først udgivet af Jacob Langebek (Scriptores rerum Danicarum) og er senere udgivet af Erik Kroman. De svenske er udgivet i Scriptores rerum Svecicarum, og de islandske er udgivet af Gustav Storm i 1888.